# 萨镇冰
薩鎮冰（1859年3月30日—1952年4月10日），字鼎銘，福建省福州府閩縣人，家族為雁門薩氏。先后担任过大清海军大臣及中华民国海军总长等重要军职，并於海軍總長任內代理中華民國國務總理；是中國歷史上極少數任職過清朝、北洋政府、國民政府、中華共和國和中華人民共和國的海軍將領及政治人物。

## 家族背景

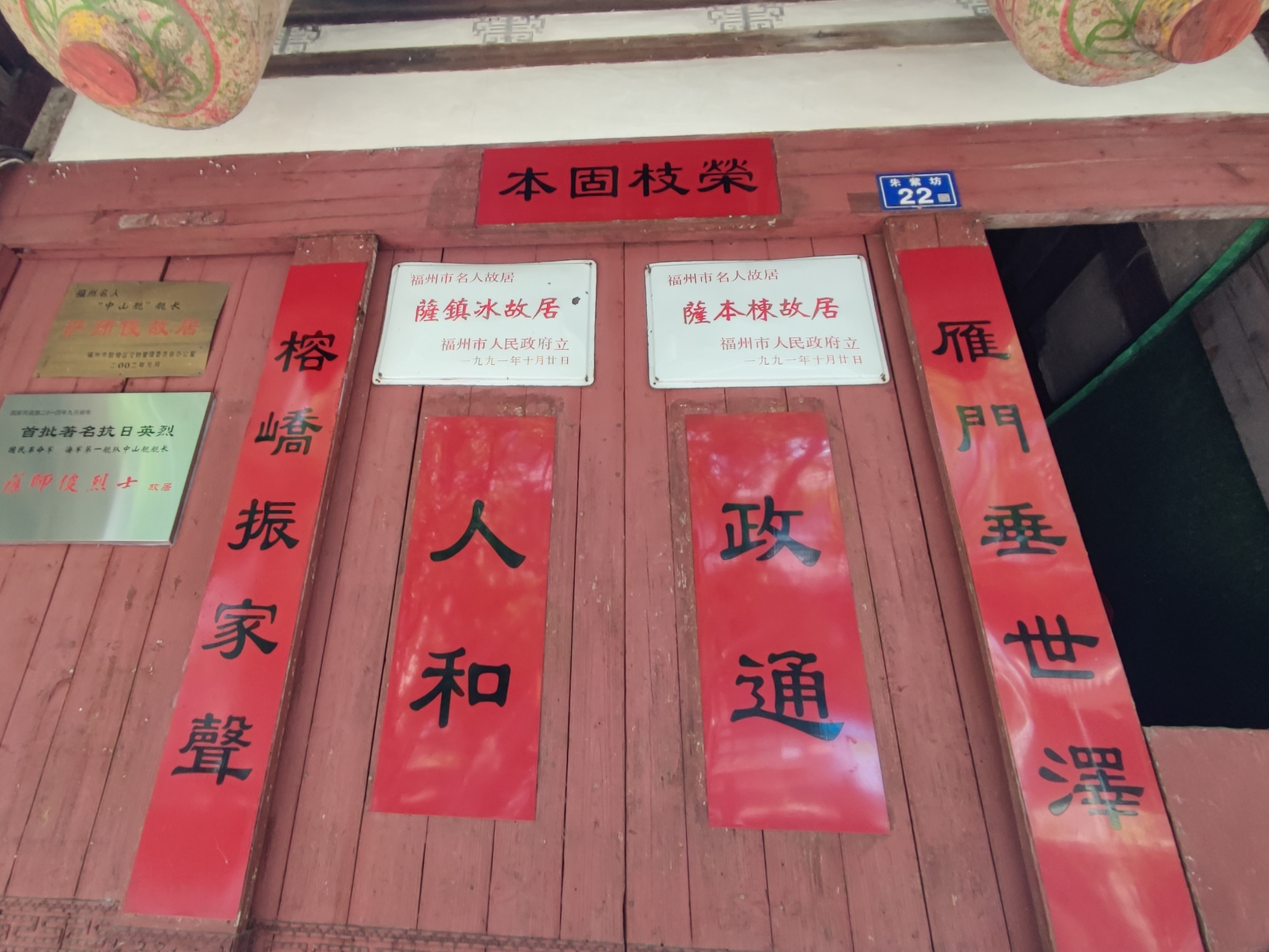
薩鎮冰故居（福建省福州市朱紫坊22號）

薩鎮冰出身於福州府雁門薩氏。元代末期，其中一支後人遷居福州，開枝散葉，名列福州八大家族。
家族中人才輩出，包括元朝詩人薩都剌、明朝宣德時禮部侍郎薩琦，近代曾經出任廈門大學校長的薩本棟和抗日戰爭中陣亡的中山艦艦長薩師俊等。薩鎮冰的孫女是薩圭申，中華民國（含大陸時期及政府遷臺初期）航空工業奠基人之一王助之妻。
萨镇冰福州故居有三处，一处位于中山大院5号（即冶山仁寿堂），一处位于三坊七巷中的黄巷，保存最为完好的一处位于朱紫坊22号，这里是萨氏家族聚族而居的地方。

## 生平

### 清朝

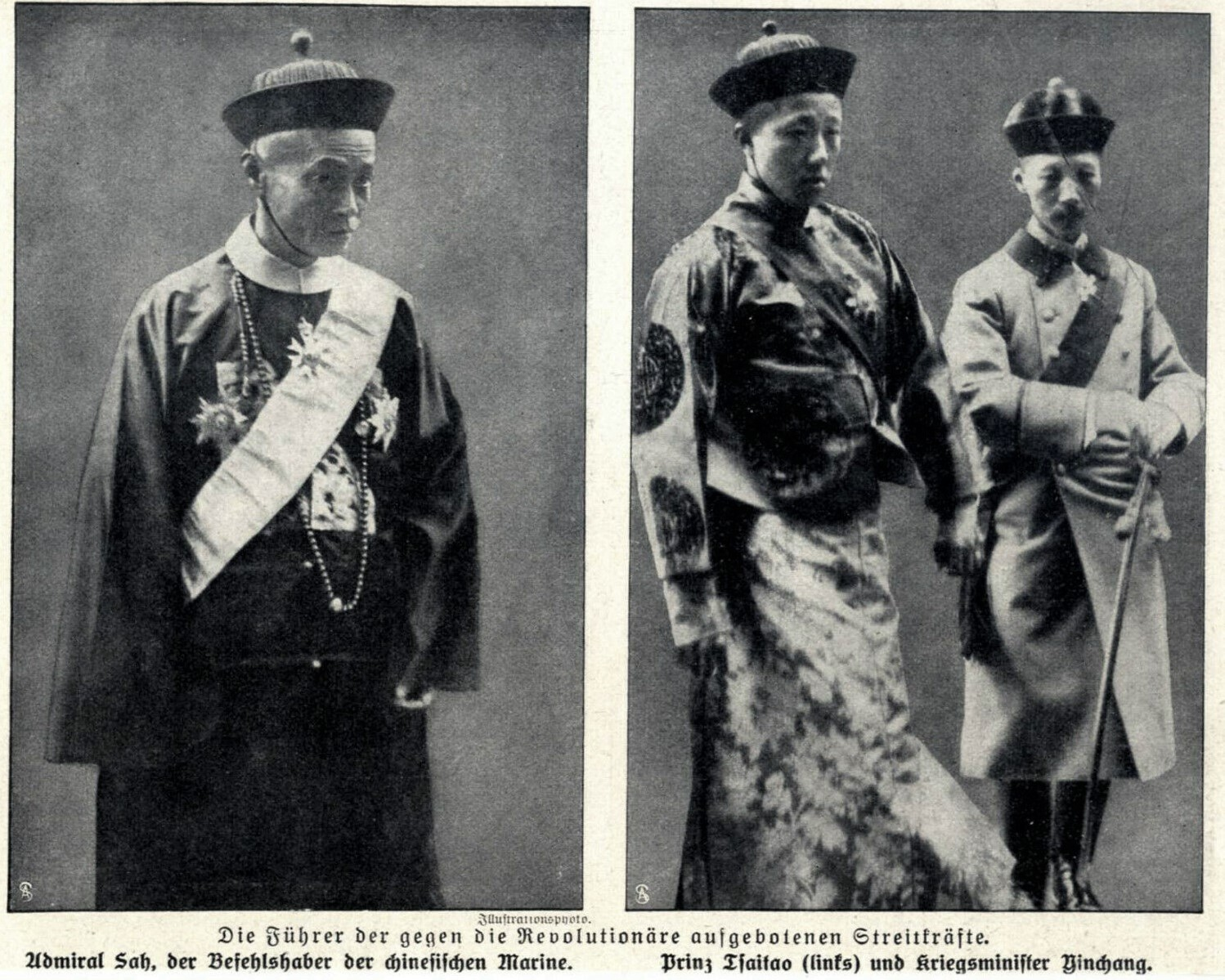
萨镇冰（左）、载涛（中）和荫昌（右）（摄于1911年）

1859年生於福建省福州澳橋，即今福州鼓樓區東大路附近。父薩怡臣，字懷良，號納吉，是道光年間的秀才，以塾師為業，家貧。幼年時乳母將其安置在族叔名醫薩覺民家，得學經書。由於薩鎮冰家系家貧，因此薩鎮冰被迫放棄科舉，轉而報考新式軍校。同治八年（1869），經由與薩覺民友好的船政總理大臣沈葆楨推薦，加上入學考試優異，薩鎮冰考入福州船政學堂第二期駕駛學堂，時年11歲，為船政學堂入學年齡最小的學生。
同治十一年（1872），薩鎮冰自船政學堂駕駛科首席畢業，調入揚武號“練艦”實習。光緒二年（1876），福建船政選拔第一批出國留學生，最後錄取12人。駕駛科入取者包括劉步蟾、林泰曾、葉祖珪、黃建勳、嚴復、薩鎮冰、林穎啟、方伯謙、何心川、林永昇等。光緒三年（1877），留學生抵達英國，其中6人因故未入學，薩鎮冰與其他5人（嚴復、方伯謙、葉祖珪、何心川、林永昇）進入格林威治皇家海军学院入學，至光緒六年（1880）3月完成學業，9月返國。光緒七年（1881），薩鎮冰在李鴻章的指示下被分配到南洋水師，編入新完工的澄慶號砲艦，擔任該艦大副。隔年（1882），調職至天津水師學堂擔任教習。
光緒十二年（1886），調職至北洋水師所轄的威遠號炮艦擔任管帶。光緒十三年（1887），調職至康濟號訓練艦（練船）擔任管帶。光緒十四年（1888），晉升為參將。光緒十五年（1889），調職北洋海軍精練左營游擊，委帶康濟快船。光緒二十年（1894）5月，晉升副將，實授北洋海軍精練左營游擊，兼康濟號訓練艦管帶。
甲午戰爭期間，康濟艦未編入作戰序列，薩鎮冰率領康濟艦水手駐防威海衛南方的日島炮台，在威海衛之戰抵抗日軍11日，日島失守後，撤退至劉公島，與北洋水師一併投降。甲午戰爭後清廷下令遣散所有北洋水師成員，薩鎮冰因此遭到撤職返回福州老家。
由於各地對於新式軍隊需求孔急，光緒二十二年（1896）經由建設自強軍的洋務重臣張之洞延攬，薩鎮冰復出擔任吳淞炮台總台官兼通濟號練習艦管代。由於薩鎮冰的才能以及實績風評，獲得當時擔任總理衙門章京一職的鄭孝胥保薦，薩鎮冰在光緒二十五年（1899）被任命為北洋水師幫統兼海圻號巡洋艦管帶，與葉祖珪成為經營北洋水師的主要指揮官。薩鎮冰主要任務是監督重建的北洋水師訓練。
光緒二十六年（1900）庚子拳亂期間，駐紮天津大沽口的北洋海軍決定接受停戰解除武裝的要求，故未加入作戰。戰後，薩鎮冰與葉祖珪共同抵抗清朝內部對於解散新式海軍換取補貼賠償金的聲浪，保全了在甲午海戰後新購的巡洋艦隊。
光緒二十九年（1903），薩鎮冰轉任閩粵南澳總鎮府總兵官，官銜為正二品。同年在他的運作下開辦煙台海軍練營內籌辦水師學堂，為重建北洋水師軍校教育有著重要影響。
光緒二十五年（1905），晉升廣東水師提督。在同年夏季，由於主政北洋海軍的葉祖珪病逝，薩鎮冰接任其總理南北洋水師之職，成為總理南北洋水師兼廣東水師提督，成為清朝海軍的最高指揮官。
宣統元年（1909）2月，在立憲運動擁護者肅親王善耆的延攬，薩鎮冰被任命為籌辦海軍大臣，為海軍作為獨立軍種機關的相關事務獻策，在他的運作下，清朝新式海軍的典章逐漸完備，同年南北洋水師、福建水師、廣東水師合併，重新改編為巡洋艦隊與巡江艦隊。同年7月，薩鎮冰與同為籌辦海軍大臣的瑞親王載洵周遊主要列強國家考察海軍，並訂購了一批新型艦艇，年底該考察團返國。
宣統二年（1910），薩鎮冰被任命為海軍統制，其職權等同於現在的海軍司令。同年10月，清朝為平息立憲運動擁護者，宣布先行建立內閣，並成立海軍部。首任海軍大臣由載洵擔任，副大臣為譚學衡，雖然薩鎮冰的統制之位不如海軍部主官，但是在職務歷練以及專業知識上海軍部的上層薩鎮冰仍是最佳者，且相較與其它海軍高階將領，薩鎮冰投入較多的心力在海軍教育，尤其是出國留學的考察都是經過薩鎮冰挑選，因此其影響力不因官位位階而減弱。宣統三年（1911），薩鎮冰晉升海軍副督統，為海軍部繼大臣、副大臣下之第三位首長。

### 中華民國時期

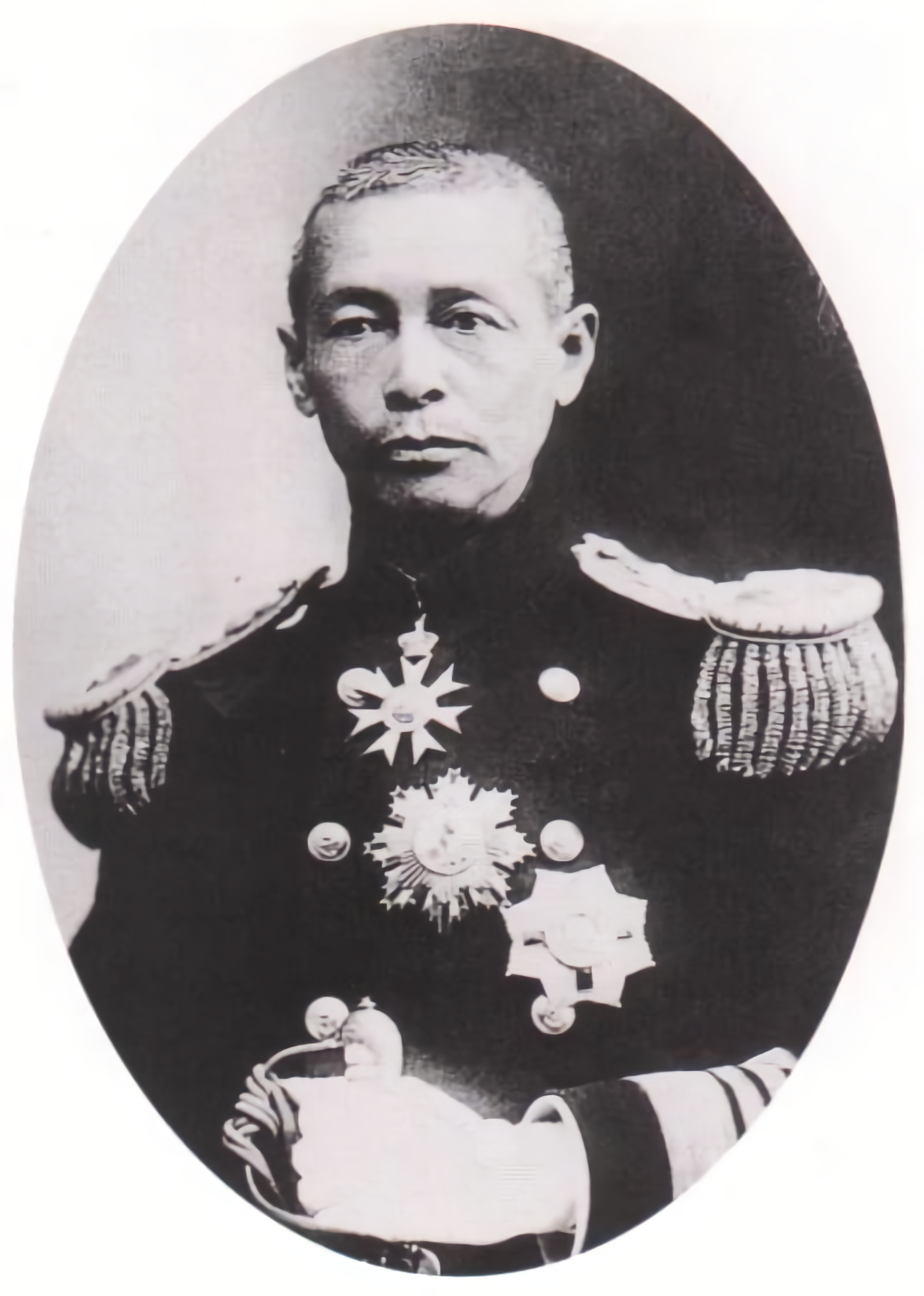
薩鎮冰戎裝照

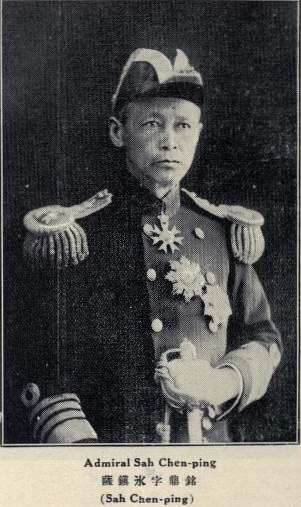
萨镇冰戎装照（摄于1920年代初）

宣統三年（1911）10月在湖北省爆發武昌起義，薩鎮冰被清政府指令率艦隊前往武漢江面炮轟革命軍，後發現下屬同情革命，11月1日與下屬告別，棄艦改乘英國商船前往上海。袁世凱內閣成立時薩鎮冰被任命為海軍副大臣，他藉故未到職。中華民國成立後，臨時政府任命薩鎮冰為吳淞商船學校校長，並在民國元年（1912）12月被授與海軍上將軍階。
民國成立後的初期，薩鎮冰除了吳淞商船學校校長，還兼任督辦松滬水陸警察署（民國三年）、北京國民政府陸海軍大元帥統率辦事處辦事員（民國三年5月）、上海兵工廠督辦（民國三年8月），獲得袁世凱的重用。
民國五年（1916）6月下旬，海軍在上海加入護國軍，薩鎮冰數次往上海疏導，因李鼎新曾於7月18日要求派員商討善後，8月9日，黎元洪即任命薩鎮冰就近接洽。這時李烈鈞與龍濟光正在廣東開戰，引來英使朱爾典到外交部抗議，指戰事影響香港，11日，黎元洪嚴令停戰，又以「粵事不靖，沙面等處僑商雲集，著薩鎮冰選調兵艦，加意保護，併著駛赴粵閩海面，認眞查辦」，委任薩鎮冰為粵閩巡閱使。15日，海軍倒戈一事解決，薩鎮冰稍作準備，即率數艦南駛，25日到達廣州，接管全粵海軍艦艇及石井兵工廠。陸榮廷接任廣東督軍，龍濟光又到了海南島後，11月26日，薩鎮冰乘艦離粵北上。
民國六年（1917）5月23日，中華民國大總統黎元洪撤除段祺瑞國務總理職務，引致北洋各省獨立，時任海軍總司令的薩鎮冰，在上海緊控海軍，嚴禁生事，6月下旬，新任總理李經羲籌組內閣，即招攬薩鎮冰擔任海軍總長，可是薩鎮冰稱病留在上海，沒有到北京上任。7月1日，張勳擁宣統復位，任命薩鎮冰為海軍部尚書，他未爲所動，當知悉馮國璋在南京就任代理總統，薩鎮冰便從上海赴南京。段祺瑞打敗張勳，于14日入北京重掌政府，翌日（15日）即授薩鎮冰海疆巡閱使之職，薩鎮冰卻仍是「一病不起」。12月21日，他獲準辭去海疆巡閱使。
民國七年（1918）6月，薩鎮冰授命率領海軍南下福建，救援戰況不利的福建督軍李厚基。9月17日，出任督辦福建全省清鄉事宜。
民國八年（1919）6月，因靳雲鵬邀覽，薩鎮冰北上北京擔任第一次靳雲鵬內閣之海軍總長。由於靳雲鵬與徐樹錚之間政爭無法化解，在民國九年（1920）5月靳雲鵬告假，薩鎮冰暫時代理北京國民政府國務總理之職務，直到8月份第二次靳雲鵬內閣成立後才解除代理職務，民國十年（1921）5月其職務由李鼎新給取代，薩鎮冰返回福建繼續其福建清鄉督辦之職務。
民國十一年（1922）4月第一次直奉戰爭爆發，薩鎮冰在此戰中支持直系，因此戰爭勝利後獲得酬庸在5月25日獲頒「肅威上將軍」職銜，因此返回北京。同年10月，因李厚基遭到孫中山任命的北伐軍許崇智部隊攻入福建，薩鎮冰因此再度被北京政府授命南下福建穩定情勢，薩鎮冰將李厚基給革職後，出任福建省長公署省長。為了對抗薩鎮冰的政治影響力，孫中山推派林森擔任福建省政府主席。但實際上在福建省握有實質控制權者為皖系的王永泉與徐樹錚，林森因為缺乏政軍後援在民國十二年（1923）3月通電辭職。薩鎮冰在福建省的職務主要為象徵性的首長職，但仍聘請黃乃裳為高等顧問。
福建省的實權控制者雖然隨著軍閥互鬥而多度更迭，但是薩鎮冰任福建省省長一職直至民國十五年（1926）11月國民革命軍發兵北伐，何應欽將福建省的周蔭人部隊擊潰，獲得福建省主控權後，薩鎮冰於12月離職。離職後以在地耆老的聲望勸募救濟福建省境內因北伐戰爭中產生的戰爭災民，後主要從事社會公益和慈善事業。在福建省內仍有高度人望。
民國二十二年（1933），薩鎮冰支持和贊助李濟深之閩變，並出任在福州成立的中華共和國人民革命政府福建省人民政府主席和延建省省長。民國二十六（1937）年抗日戰爭爆發時，薩鎮冰正受福建省政府委託赴南洋考察，返國時自越南入境，並協助國民政府在西南各省宣傳抗日。日本戰敗後，薩鎮冰先抵達上海，後返回福建省福州市中山路仁壽堂住居，民國三十五年（1946）國民政府授階薩鎮冰海軍二級上將，並除役。
1949年8月中國人民解放軍進駐福州之際，薩鎮冰拒絕李宗仁的邀請赴台湾，並發文擁護中國共產黨。

### 中華人民共和國時期

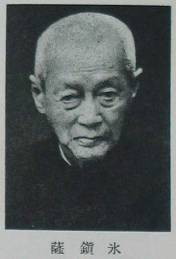
时任第一屆全國政協委員萨镇冰的官方肖像照（摄于1949年）

中華人民共和國建國後任第一屆全國政協委員、中央人民政府人民革命軍事委員會委員、中央人民政府華僑事務委員會委員、福建省人民政府委員會委員。
1952年4月病逝于福州，享年94歲。薩鎮冰墓位於福建省福州市鼓樓區梅亭路。

## 著作
詩集《古稀吟集》《客中吟草》《裡門吟草》《仁壽堂吟草》。
詩作
- 《步繼周即事原韻》：[19][註 1]

師入三韓大有聲，海東形勢一番更。美軍屢敗終難振，華裔方興孰敢輕。
結日陰謀違夙約，援朝義舉洽群情。中蘇兩國臨斯世，同德同心致太平。
- 《一九五一年國慶頌詩》：[19]

中華解放兩週年，耕者而今各有田。治匪法嚴無報警，救鄰師壯盡稱賢。
一生勞動功為鉅，四海和平志益堅。愧我頹齡難建樹，小詩奉祝助宣傳。

## 外部連結
- 冰心《記薩鎮冰先生》 （页面存档备份，存于）

| 官衔                   | 官衔                                             | 官衔                          |
| ---------------------- | ------------------------------------------------ | ----------------------------- |
| 中華共和國人民革命政府 |                                                  |                               |
| 新頭銜                 | 延建省人民政府主席 1933年12月13日－1934年1月13日 | 廢止 原因：中華共和國滅亡     |
| 中華民國北洋政府       |                                                  |                               |
| 前任： 李厚基          | 福建省省長 1922年10月15日－1926年12月4日         | 廢止 原因：國民革命軍佔領福建 |
| 前任： 靳雲鵬 （一次） | 國務總理 代理 1920年5月14日－1920年8月9日        | 繼任： 靳雲鵬 （二次）        |
| 前任： 劉冠雄 （二次） | 海軍總長 第六任 1919年12月3日－1921年5月14日     | 繼任： 李鼎新                 |
| 前任： 程璧光          | 海軍總長 第四任 1917年6月24日－1917年7月2日      | 繼任： 劉冠雄 （一次）        |
| 大清                   |                                                  |                               |
| 新頭銜                 | 海軍部尚書 1917年7月2日－1917年7月12日           | 廢止 原因：清帝退位           |
| 大清海軍部             |                                                  |                               |
| 前任： 載洵            | 海軍大臣 1911年11月16日－1912年2月12日           | 廢止 原因：清帝退位           |